# Алескерли, Нушаба Алескер кызы
Нушаба Алескер кызы Гумматова или Нушаба Алескерли (азерб. Nüşabə Ələsgər qızı Hümmətova (Nüşabə Ələsgərli); род. 21 декабря 1967, Нуха) — азербайджанская певица. Заслуженный артист Азербайджанской Республики (2013).

## Биография
Нушаба Алескерли родилась 21 декабря 1967 года в городе Шеки. Отец, Гумматов Алескер Халил оглы — врач. Мать, Гумматова Солмаз Гаффар кызы — педагог.
С ранних лет Нушаба изучала искусство саза у ашуга Сакита Гурбанова. В 1976 году вместе с семьей переехала в Сумгаит. Продолжила свое образование в сумгаитской школе № 26 и одновременно изучала фортепиано в музыкальной школе № 3.
В 1982 году поступила на факультет «хоровое дирижирование» Музыкального училища имени Солтана Гаджибекова. В 1986 году с отличием окончила училище и в том же году поступила на факультет «хорового дирижирования» Азербайджанской государственной консерватории имени Узеира Гаджибекова. В школьные годы, в училище, техникуме и консерватории брала уроки у заслуженного дирижёра Фазиля Алиева.
В 1990 году присоединилась к Азербайджанскому государственному ансамблю песни и танца и проработала там до 1995 года в хоре. Художественным руководителем выступил выдающийся азербайджанский композитор, народный артист Азербайджана, профессор Рамиз Миришли, а дирижёром — заслуженный деятель искусств Зия Багиров. Работая в ансамбле, как в составе хора, так и в качестве солистки, она выступала с концертами во многих зарубежных странах: Турции, Египте, Норвегии, Швеции, Дании, Германии. Работая в Ансамбле песни и танца, начала сольную карьеру.
Записала ряд песен с коллективом под руководством Рафика Бабаева. В то же время работала в этом ансамбле по приглашению заслуженного артиста, руководителя инструментального ансамбля «Кероглу» Этибара Гасымова и выступила со своим первым концертом на сцене Азербайджанской государственной филармонии в 1991 году в составе ансамбля. Вместе с ансамблем Ниямаддина Мусаева «Ройя» исполнила концертную программу на сценах в Шри-Ланке и в других странах.
В 1998 году начала работать солисткой Азербайджанской государственной телерадиокомпании (до 2006 года). За время работы на телевидении выступала во многих программах, праздничных программах и постановках. Сыграла одну из главных ролей в фильме «Операция Свекровь» Ахмада Орудж оглы, которая хранится в золотом фонде. В то же время снялась в 24-серийном сериале «Сожженные мосты». За время работы на телевидении работала со многими композиторами — Шафига Ахундова, Эльдар Мансуров, Надир Азимов, Рамиз Миришли, Айгюн Самедзаде, Эльчин Иманов и др. Записала много песен и одновременно подготовила 24 диска, сняла около 30 музыкальных видеоклипов. В 1998 году выступала с инструментальным ансамблем «Матин» с концертной программой во многих регионах Азербайджана — Геранбой, Агджабеди, Губа, Хачмаз, Шеки, Гах, Балакен, Загатала.
В 1999 году была ведущей утренней программы AzTV. В 2001 году была автором программы «Qonaq otağı» на телеканале STV, в 2004 году «Göz dəyməsin»- на телеканале «Space Tv».
С 2011 года Нушаба Алескерли, начала преподавательскую деятельность в Азербайджанском государственном университете культуры и искусств. В 2018 году защитила кандидатскую диссертацию на тему «Стилистические особенности творчества Шафиги Ахундовой» и получила учёную степень доктора философии по искусствоведению. В настоящее время работает старшим преподавателем университета.

## Награды
- Заслуженный артист Азербайджанской Республики (2013)[1]

## Фильмография
- «Операция Свекровь» (фильм, 1999)
- «Друзья дороги» (фильм, 2003)
- "Будь человеком! 2 " (фильм, 2006)
- «Сожженные мосты» (фильм, 2007)